# Ogbebo
Ogbebo, död 1816, var Oba, monark, i Kungariket Benin i åtta månader under 1816.